# Presidenti dell'Azerbaigian
I presidenti dell'Azerbaigian (in azero: Azərbaycan dövlət başçılarının siyahısı) dal 1991 ad oggi sono i seguenti.

## Prerogative
La Costituzione azera afferma che il presidente dell'Azerbaigian rappresenta il potere esecutivo, il comandante in capo, e rappresenta l'Azerbaigian nella politica interna ed estera ed in questa veste gode dei diritti di immunità dalla giustizia ordinaria.
Il presidente svolge il suo ufficio tramite l'ufficio presidenziale, formato da un team di segretari e di ministri dei vari dicasteri. In aggiunta all'Ufficio presidenziale esiste un gabinetto ministeriale che si occupa soprattutto delle politiche sociali ed economiche, ed un Consiglio di Sicurezza che si occupa di questioni militari e giudiziarie.
Ilham Əliyev è stato eletto nel 2003 ed è succeduto a suo padre, il presidente Heydər Əliyev eletto nel 1993 dopo aver rovesciato a seguito di un colpo di Stato l'allora presidente in carica Abülfaz Elçibay.

## Lista

### Repubblica di Azerbaigian (dal 1991 ad oggi)
| № | Presidente                               | Presidente      | Mandato           | Mandato           | Elezioni                     | Partito politico                                       |
| № | Presidente                               | Presidente      | Inizio            | Fine              | Elezioni                     | Partito politico                                       |
| - | ---------------------------------------- | --------------- | ----------------- | ----------------- | ---------------------------- | ------------------------------------------------------ |
| 1 |                                          | Ayaz Mütallibov | 30 agosto 1991    | 6 marzo 1992      | 1991                         | Partito Comunista dell'Azerbaigian                     |
| — |                                          | Yaqub Məmmədov  | 6 marzo 1992      | 14 maggio 1992    | ad interim                   | Partito Democratico Socialista                         |
| — |                                          | Ayaz Mütallibov | 14 maggio 1992    | 18 maggio 1992    | —                            | Partito Democratico Socialista                         |
| — |                                          | İsa Qambar      | 18 maggio 1992    | 16 giugno 1992    | ad interim                   | Musavat                                                |
| 2 |                                          | Abülfaz Elçibay | 16 giugno 1992    | 1º settembre 1993 | 1992                         | Partito del Fronte Popolare dell'Azerbaigian           |
| 3 |                                          | Heydər Əliyev   | 1º settembre 1993 | 31 ottobre 2003   | Colpo di stato, 1993, 1998   | Partito Comunista dell'Unione Sovietica (fino al 1992) |
| 3 | Partito del Nuovo Azerbaigian (dal 1992) | Heydər Əliyev   | 1º settembre 1993 | 31 ottobre 2003   | Colpo di stato, 1993, 1998   |                                                        |
| 4 |                                          | İlham Əliyev    | 31 ottobre 2003   | in carica         | 2003, 2008, 2013, 2018, 2024 | Partito del Nuovo Azerbaigian                          |